# Legio I Armeniaca
Pour les articles homonymes, voir Légion arménienne (homonymie).
La Legio I Armeniaca (Première légion arménienne) est une légion de l’armée romaine durant l'Antiquité tardive créée vraisemblablement au IIIe siècle pour défendre la province d’Arménie.

## Toile de fond

L’Arménie arsacide vers l’an 150.

L’Arménie fut, pendant des siècles, l’objet de luttes entre les empires romain et parthe d’abord, sassanide ensuite. Divisée en deux parties par l’Euphrate, l’Arménie mineure comprenait la région comprise entre le Pont et la Cappadoce, alors que l’Arménie majeure s’étendait à l’est jusqu’à la frontière parthe. L’ensemble du pays fut conquis par Pompée : l’Arménie majeure devint un État-client ou, plus exactement, un État-tampon sous protectorat romain, alors que l’Arménie mineure était rattachée à la Cappadoce. Les premiers empereurs romains firent et défirent les rois d’Arménie jusqu’à ce que Néron en 66 fasse monter sur le trône un Arsacide (donc Parthe) supposément loyal à Rome, Tiridate Ier. Celui-ci toutefois joua les Romains contre les Parthes et vice-versa, jusqu’à ce que Trajan, durant sa campagne d’Orient de 113-117, occupe le pays qu’il transforma en province romaine. Si le pays put conserver un roi autochtone, celui-ci était étroitement surveillé par les légions romaines installées depuis dans le pays.
Au IIIe siècle, avec la perte de la Mésopotamie, l’influence de Rome sur la région commença à diminuer. Entre 224 et 226, l’État parthe des Arsacides fut remplacé par la Perse des Sassanides et quelques années plus tard, en 252, Shapur Ier, fils du fondateur de la dynastie, envahit l’Arménie, fit assassiner le roi Tiridate II et installa sur le trône son fils Hormizd, dans la tradition voulant que le roi d'Arménie soit issu de la famille du Roi des Rois, au pouvoir à Ctésiphon. Shapur fut toutefois défait par Gordien III, lequel mourut tragiquement durant la campagne ; son successeur, Philippe l’Arabe, se hâta de conclure une entente avec Shapur rétablissant la frontière sur l’Euphrate. Théoriquement indépendante, l’Arménie continua à jouer le rôle d’État-tampon sous la surveillance de Rome,. Shapur revint à la charge en 296-297, mais fut finalement battu et la frontière repoussée au-delà du Tigre par l’annexion de cinq provinces « trantigritanes » et la construction d’un limes protégé par une série de fort ou furent installées des troupes en permanence (limitanei). Le traité de paix de 298 confirma la suzeraineté de Rome sur l’Arménie et fixa la frontière entre les deux empires jusqu’au traité de Jovien avec Shapur II en 363 par lequel les territoires arméniens conquis sous Dioclétien furent redonnés aux Perses.

## Histoire de la légion

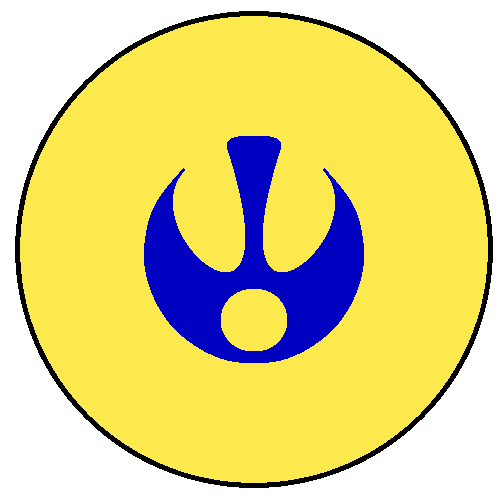
Insigne de bouclier de la legio I armeniaca selon la Notitia Dignitatum

On ignore la date de la création de la légion et sous quel empereur elle fut levée; il est vraisemblable cependant que sa création date du IIIe siècle. On sait toutefois que et la légion I et sa jumelle la légion II consistaient en limitanei dont la tâche était de protéger la province d’Arménie où elles étaient stationnées.
En 363, la légion prit part aux campagnes de Julien qui, désireux de rééditer l’exploit de Trajan en 116, espérait se rendre jusqu’au golfe Persique. En dépit d’un premier succès à Séleucie, celui-ci fut arrêté devant Ctésiphon et dut battre en retraite; son successeur, Jovien, dut accepter l’abandon des territoires arméniens conquis sous Dioclétien.
En 382, la légion fut envoyée dans la province romaine d’Isaurie alors en proie à l’agitation. Le comes Isauriae (comte d’Isaurie), Matronianus, utilisa la légion pour fortifier les murs de la ville d’Arnemurium (aujourd’hui Eski Anamur en Turquie).
Selon la Notitia Dignitatum, recension rédigée vers 400, la Legio I Armeniaca était alors une legio pseudocomitatensis sous les ordres du magister militum per Orientem (général en chef pour l’Orient). Les pseudocomitatenses étaient des détachements provenant de troupes surveillant les frontières (limitanei), ayant été temporairement affectés aux forces mobiles (comitatenses) pour une campagne (par exemple contre les Perses), mais intégrées dans ces forces par la suite.